# اینا ماکارووا
اینا ماکارووا (روسی: И́нна Влади́мировна Мака́рова؛ زادهٔ ۲۸ ژوئیهٔ ۱۹۲۸) یک هنرپیشه اهل روسیه است.
از فیلم‌ها یا برنامه‌های تلویزیونی که وی در آن نقش داشته‌است، می‌توان به دختران و نگهبان جوان اشاره کرد.
وی همچنین برنده جوایزی همچون جایزه هنرمند مردمی اتحاد جماهیر شوروی شده‌است.